# TNK (estúdio)
TNK Co., Ltd. (株式会社ティー·エヌ·ケー, Kabushiki-gaisha Tii Enu Kee) é um estúdio de animação japonês localizado em Nerima, Tóquio. Foi fundado em 29 de janeiro de 1999 por Nagateru Kato, um ex-animador da Tatsunoko Production. Eles produziram uma série de séries até hoje, mais notavelmente suas adaptações de School Days e High School DxD, entre outras, como Hand Maid May, I My Me! Strawberry Eggs, UFO Ultramaiden Valkyrie e Kannazuki no Miko.

## Produções

### Séries de anime
| Título                                        | Direção            | Data de lançamento    | Data de término        | Nota                                      | Referência |
| --------------------------------------------- | ------------------ | --------------------- | ---------------------- | ----------------------------------------- | ---------- |
| Hand Maid May                                 | Shinichiro Kimura  | 6 de julho 2000       | 22 de setembro de 2000 |                                           | [ 1 ]      |
| I My Me! Strawberry Eggs                      | Yūji Yamaguchi     | 4 de julho 2001       | 26 de setembro de 2001 |                                           | [ 1 ]      |
| Magical Meow Meow Taruto                      | Tsukasa Sunaga     | 5 de julho de 2001    | 27 de setembro de 2001 | Coprodução com Madhouse.                  |            |
| UFO Ultramaiden Valkyrie                      | Shigeru Ueda       | 4 de julho de 2002    | 19 de setembro de 2002 |                                           | [ 2 ]      |
| G-On Riders                                   | Shinichiro Kimura  | 7 de julho de 2002    | 1º de outubro de 2002  | Coprodução com Shaft.                     | [ 3 ]      |
| L/R: Licensed by Royalty                      | Itsuro Kawasaki    | 8 de janeiro de 2003  | 26 de março de 2003    |                                           | [ 4 ]      |
| Wandaba Style                                 | Nobuhiro Takemoto  | 5 de abril de 2003    | 21 de junho de 2003    |                                           | [ 5 ]      |
| UFO Ultramaiden Valkyrie 2: December Nocturne | Nobuhiro Takagi    | 4 de outubro de 2003  | 20 de dezembro de 2003 | Sequência de UFO Ultramaiden Valkyrie.    | [ 2 ]      |
| Kannazuki no Miko                             | Tetsuya Yanagisawa | 1º de outubro de 2004 | 17 de dezembro de 2004 |                                           | [ 6 ]      |
| Rakugo Tennyo Oyui                            | Nobuhiro Takemoto  | 5 de janeiro de 2006  | 23 de março de 2006    |                                           | [ 7 ]      |
| Lovedol ~Lovely Idol~                         | Keitaro Motonaga   | 2 de outubro de 2006  | 18 de dezembro de 2006 | Coprodução com AIC ASTA.                  | [ 8 ]      |
| Kyoshiro to Towa no Sora                      | Tetsuya Yanagisawa | 5 de janeiro de 2007  | 23 de março de 2007    |                                           | [ 9 ]      |
| School Days                                   | Keitaro Motonaga   | 3 de julho de 2007    | 27 de setembro de 2007 |                                           |            |
| Akaneiro ni Somaru Saka                       | Keitaro Motonaga   | 2 de outubro de 2008  | 18 de dezembro de 2008 |                                           | [ 10 ]     |
| Ikki Tōsen: Xtreme Xecutor                    | Koichi Ohata       | 26 de março de 2010   | 11 de junho de 2010    | Sequência de Ikki Tōsen: Great Guardians. | [ 11 ]     |
| High School DxD                               | Tetsuya Yanagisawa | 6 de janeiro de 2012  | 21 de março de 2012    |                                           | [ 12 ]     |
| High School DxD New                           | Tetsuya Yanagisawa | 7 de julho de 2013    | 22 de setembro de 2013 | Sequência de High School DxD.             | [ 13 ]     |
| Daimidaler: Prince vs Penguin Empire          | Tetsuya Yanagisawa | 5 de abril de 2014    | 21 de junho de 2014    |                                           | [ 14 ]     |
| Bladedance of Elementalers                    | Tetsuya Yanagisawa | 14 de julho de 2014   | 29 de setembro de 2014 |                                           | [ 15 ]     |
| High School DxD BorN                          | Tetsuya Yanagisawa | 4 de abril de 2015    | 20 de junho de 2015    | Sequência de High School DxD New.         | [ 16 ]     |
| Seven Mortal Sins                             | Kinji Yoshimoto    | 14 de abril de 2017   | 29 de julho de 2017    | Coprodução com Artland.                   | [ 17 ]     |
| Doreiku                                       | Ryōichi Kuraya     | 13 de abril de 2018   | 29 de junho de 2018    | Coprodução com Zero-G.                    | [ 18 ]     |
| Senran Kagura Shinovi Master -Tokyo Yōma-hen- | Tetsuya Yanagisawa | 12 de outubro de 2018 | 28 de dezembro de 2018 | Sequência de Sengan Kagura.               | [ 19 ]     |
| Kandagawa Jet Girls                           | Hiraku Kaneko      | 8 de outubro de 2019  | 7 de janeiro de 2020   | Produção original.                        | [ 20 ]     |
| Redo of Healer                                | Takuya Asaoka      | 13 de janeiro de 2021 | 31 de março de 2021    |                                           | [ 21 ]     |

### OVA
- Cosplay Complex (2002)[22]
- Cosplay Complex: Extra Identification (2004)
- Papa to Kiss in the Dark (2005)[23]
- Itsudatte My Santa! (2005)[24]
- School Days: Valentine Days (2008)
- High School DxD OVAs (2012, 2013 & 2015)

### ONA
- Busou Shinki (2011)